# Streckörad bulbyl
För fågelarten Pycnonotus blanfordi, se irrawaddybulbyl.
Streckörad bulbyl (Pycnonotus conradi) är en fågel i familjen bulbyler inom ordningen tättingar.

## Utseende och läte
Streckörad bulbyl är en färglöst brun fågel med ljusare undersida och grå streckning bakom ögat. Irrawaddybulbylen är tydligt brunare och saknar streckörade bulbylens olivtonade vingar och ljusgula undergump. Lätena är hårda och rätt torra, inte melodiska som hos andra bulbyler.

## Utbredning och systematik
Fågeln förekommer från Thailand samt norra och centrala Malackahalvön till södra Indokina. Den behandlas som monotypisk, det vill säga att den inte delas in i några underarter. Tidigare behandlades den som en underart till Pycnonotus blanfordi och vissa gör det fortfarande.

## Levnadssätt
Arten är vanlig i låglänta öppan skogar och skogskanter, men även i parker och trädgårdar. Den är i sitt utbredningsområde oftast den vanligaste påträffade bulbylen i lantliga och även ibland urbana miljöer. 

## Status
IUCN erkänner den inte som art, varför dess hotstatus inte bedömts.